# Lodenice
Lodenice, bis 1924 Loděnice (deutsch Lodenitz) ist ein Ortsteil der Gemeinde Mšecké Žehrovice in Tschechien. Er liegt 13 Kilometer nordwestlich von Kladno und gehört zum Okres Rakovník.

## Geographie

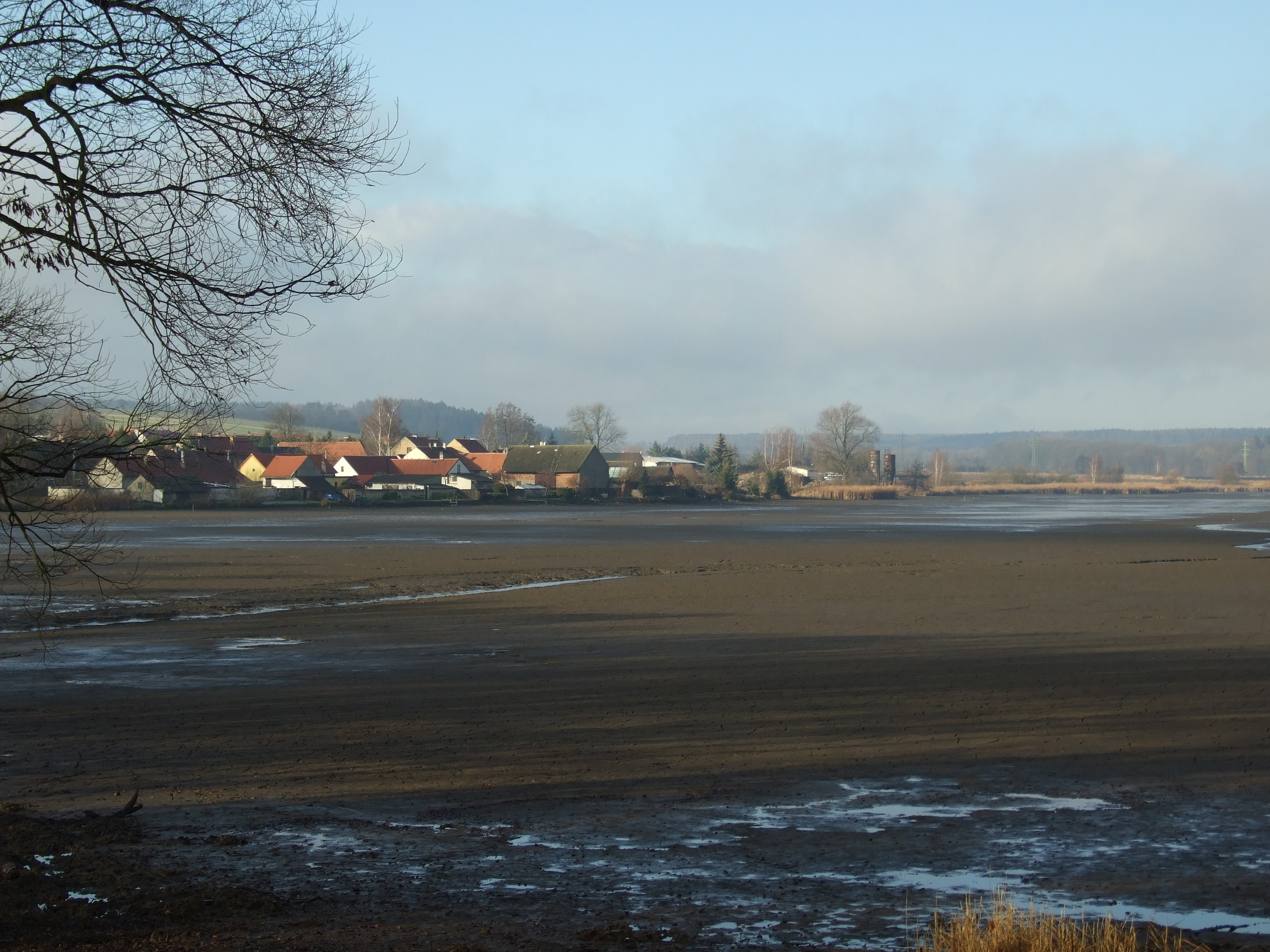
Blick auf Lodenice und den Lodenický rybník

Lodenice befindet sich am Übergang vom Džbán (Krugwald) zur Slánská tabule (Schlaner Tafel) auf dem Gebiet des Naturparkes Džbán. Das Dorf liegt rechtsseitig des Baches Loděnice am Ufer des Teiches Lodenický rybník. Westlich erhebt sich die Kopanina (466 m), im Nordwesten der Háj (439 m).
Nachbarorte sind Háj, Ostrov, Martinice, Ostrov-Bor und Hřešice im Norden, Jedomělice, Hvězda, Čanovice, Malíkovice und Drnek im Nordosten, Ledce, Hradečno und Nová Studnice im Osten, Obora, Libušín, Čelechovský Mlýn und Kačice im Südosten, Čelechovice und Honice im Süden, Mšecké Žehrovice im Südwesten, Třtice im Westen sowie Kalivody, Červený Mlýn, Bažantnice und Mšec im Nordwesten.

## Geschichte
Archäologische Funde belegen eine frühzeitliche Besiedlung der Gegend. In der Flur Na vrchu westlich des Dorfes befand sich eine Siedlung der Knovízer Kultur.
Die erste schriftliche Erwähnung des vom Kloster St. Margarethen in Břevnov neugegründeten Dorfes Lodinnice erfolgte am 24. Juni 1224 in einem Schutzprivileg König Ottokar I. Přemysl für das Benediktinerkloster. Nachdem der Verwalter des königlichen Anteils von Žehrovice die Bewohner im klösterlichen Anteil zu unterwerfen versuchte, hatten diese Žehrovice verlassen und sich um den Klosterhof angesiedelt.
Später erwarben die Herren von Kolowrat auf Žehrovice auch das Gut Lodenice.
Nachdem der Karlsteiner Burggraf Mikeš Kolowrat-Žehrovský im Jahre 1506 die Herrschaft Kornhauz von Heinrich Kolowrat-Kornhauzský gekauft hatte, vereinigte er beide Herrschaften und verlegte seinen Sitz nach Kornhaus. Nach dessen Tode im Jahre 1510 fiel die Herrschaft Kornhaus Georg Kolowrat-Bezdružický zu, ihm folgte 1528 dessen Witwe Elisabeth von Vitzthum. Danach gehörte die Herrschaft zwischen 1536 und 1538 Wenzel Budowecz von Budowa, ihm folgte Dietrich Kolowrat-Bezdružický († 1547). Am 12. Oktober 1548 erbte dessen Neffe, der Hauptmann der Prager Neustadt, Ludwig Kolowrat-Bezdružický die Herrschaft Kornhaus mit dem Schloss, dem Hof, der Brauerei, der Mälzerei und dem Städtchen Kornhaus, den Dörfern Milý, Srby, Lhota, Žehrovice, Třtice, Honice, Třebichovice, Hořešovice, Lodenice und Kačice, den Wäldern bei Žehrovice, elf Teichen sowie dem Recht auf die Einkünfte aus den verpfändeten Dörfern Bdín und Pozdeň. Im folgte sein Sohn Johann, der Lodenice 1560 seiner Frau Margarethe von Raupow schenkte.
Später erwarben die Herren Stampach von Stampach das Dorf und schlugen es wieder der Herrschaft Kornhaus zu. Johann Georg von Stampach nahm aktiv am Ständeaufstand von 1618 teil. Nach der Schlacht am Weißen Berg wurde er zum Verlust der Hälfte seiner Güter verurteilt und die Herrschaft Kornhaus 1622 konfisziert. 1623 verpfändete die Hofkammer die Herrschaft zunächst an Elisabeth Popel von Lobkowicz. Im selben Jahre wurde Kornhaus gegen eine Schuld von 87.932 Schock Meißnischen Groschen an Wratislaw Reichsgraf von Fürstenberg, Heiligenberg und Werdenberg überschrieben, wobei sich Kaiser Ferdinand II. das Jagdrecht selbst vorbehielt. Nach dem Tode Wratislaws von Fürstenberg erbte 1634 seine Witwe Lavinia Gonzaga von Novellara die Herrschaft. Nachdem diese in zweiter Ehe Otto Friedrich von Harrach geheiratet hatte, brach zwischen den Grafen von Fürstenberg und Otto Friedrich von Harrach ein Erbstreit aus. Bei dessen Beilegung wurde die Herrschaft Kornhaus 1639 den aus der Ehe mit Lavinia Gonzaga stammenden Kindern Wratislaws zugesprochen. Nachdem Franz Wratislaw von Fürstenberg 1641 im Alter von zehn Jahren verstorben war, fiel das Erbe seiner Schwester Marie Eleonore Katharina, verheiratete Reichsgräfin von Hohenems zu.
Während des Dreißigjährigen Krieges wurde Lodenice zerstört und lag noch 1651 gänzlich wüst. In der zweiten Hälfte des 17. Jahrhunderts wurde das Dorf wiederbesiedelt. Eleonore Katharina von Hohenems verkaufte 1662 die Herrschaft Kornhaus zusammen mit dem Fürstenbergischen Haus am Hradschin für 60.000 Gulden an Johann Adolph von Schwarzenberg. Seit 1667 werden in Kornhaus die Matrikeln geführt. Der Hauptmann der Herrschaft Kornhaus, Elias Heidelberger von Heidelberg, ließ 1681 für die Herrschaft Kornhaus ein Urbar anlegen; das 613-seitige in alttschechischer Sprache verfasste Verzeichnis befindet sich heute im Archiv auf Schloss Třeboň. 1683 erbte Ferdinand zu Schwarzenberg die Herrschaft, ihm folgte 1703 Adam Franz zu Schwarzenberg und ab 1732 dessen Sohn Joseph I. zu Schwarzenberg, der 1780 die Herrschaft Kornhaus mit Kaunowa zum Familienfideikommiss erhob. Bei der Einführung der Hausnummerierung im Jahre 1776 bestand Lodenitz aus 18 Häusern und hatte 103 Einwohner. Der Fasangarten bei Lodenitz wurde 1780 aufgehoben. Nachfolgende Besitzer waren ab 1782 Johann I. zu Schwarzenberg, ab 1789 Joseph II. zu Schwarzenberg und ab 1833 dessen ältester Sohn und Fideikommisserbe Johann Adolf II. zu Schwarzenberg.
Im Jahre 1843 bestand Lodenitz aus 23 Häusern mit 170 tschechischsprachigen Einwohnern. Pfarrort war Kornhaus. Bis zur Mitte des 19. Jahrhunderts blieb Lodenitz der Fideikommissherrschaft Kornhaus mit Kaunowa untertänig.
Nach der Aufhebung der Patrimonialherrschaften bildete Loděnice / Lodenitz ab 1850 eine Gemeinde im Bezirk Rakonitz und Gerichtsbezirk Neustraschitz. 1868 wurde Loděnice dem Bezirk Schlan zugeordnet. Im selben Jahre wurde in Žehrovice eine gemeinschaftliche Schule für die Kinder aus Loděnice und Žehrovice eröffnet.
Seit dem Beginn des 20. Jahrhunderts wurde alternativ auch Lodenice als tschechischer Ortsname verwendet, seit 1924 ist dies der amtliche Name. 1949 wurde die Gemeinde dem Okres Nové Strašecí zugeordnet, seit dessen Aufhebung im Jahre 1960 gehört Lodenice zum Okres Rakovník. Am 1. April 1976 erfolgte die Eingemeindung nach Mšecké Žehrovice. Im Jahre 1991 hatte das Dorf 122 Einwohner, beim Zensus von 2001 lebten in den 50 Wohnhäusern von Lodenice 114 Personen. Nach der Schließung der Schule in Mšecké Žehrovice erfolgte seit 2001 der Unterricht in Mšec bzw. Nové Strašecí.

## Ortsgliederung

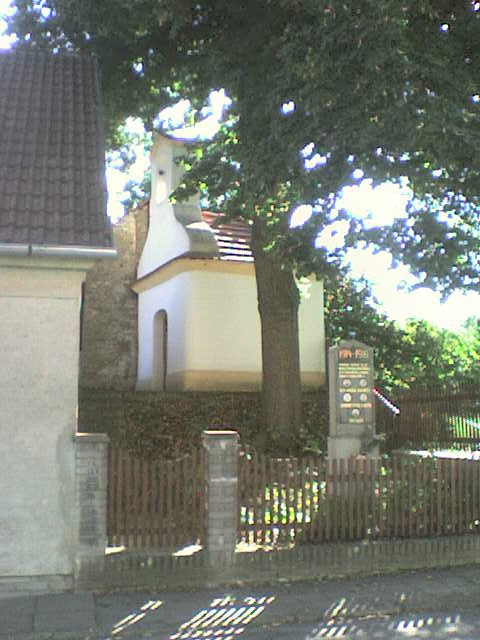
Kapelle und Gedenkstein für die Gefallenen

Der Ortsteil Lodenice bildet zugleich einen Katastralbezirk.

## Sehenswürdigkeiten
- Lodenický rybník, der 22,47 ha große Teich gehört zu einer Kaskade von Fischteichen am Oberlauf der Loděnice. Er wurde wahrscheinlich zum Ende des 18. Jahrhunderts angelegt.
- Kapelle am Dorfplatz
- Denkmal für die Gefallenen des Ersten Weltkrieges auf dem Dorfplatz